# The Unholy Three
|  | Per a altres significats, vegeu «The Unholy Three (pel·lícula de 1930)». |

The Unholy Three és una pel·lícula muda estatunidenca dirigida per Tod Browning, estrenada el 1925. El 1930 es publicà The Unholy Three, un remake parlat dirigit per Jack Conway, amb Lon Chaney personificant de nou Eco (el seu últim paper abans de la seva mort), Ivan Lenow (Hercule) i Harry Earles – fent de nan Hans en Freaks, la monstruosa exhibició (1932) del mateix Tod Browning -, reprenent ell també el paper de Tweedledee.

## Argument
El ventríloc Eco (Lon Chaney), el colós Hèrcules (Ivan Linow) i el nan Tweedledee formen el 'Club dels tres', una banda de lladres de joies. Tenen com a cobertura una botiga de venda d'ocells, regentada per Eco transvestit d'àvia. Tweedledee (Harry Earles) es fa passar per un nen. El seu pròxim blanc és un prestigiós collaret...

## Repartiment
(en l'ordre dels crèdits del començament)
- Lon Chaney: Professor Eco, el ventiloque / Sra. 'Granny' O'Grady
- Mae Busch: Rosie O'Grady
- Matt Moore: Hector McDonald
- Victor McLaglen: Hercule
- Harry Earles: Tweedledee / Little Willie
- Matthew Betz: El detectiu Regan
- Edward Connelly: El jutge
- William Humphrey (als crèdits William Humphreys): L'advocat de la defensa
- E. Alyn Warren (als crèdits A.E. Warren): L'advocat de l'acusació

I, entre els actors que no surten als crèdits
- Louis Morrison: El comissari de policia
- Marjorie Morton: Sra. Arlington
- John Merkyl: El joier
- Walter Perry: El xarlatà
- Charles Wellesley: John Arlington
- Percy Williams: El criat

## Producció
La pel·lícula va ser produïda amb un pressupost de 103.000 dòlars per la MGM. El rodatge va durar del 22 de desembre de 1924 fins al 20 de gener de 1925.

## Distribució
La pel·lícula va recaptar als EUA 704.000 dòlars. Va ser distribuïda per la MGM que la va estrenar en sales el 16 d'agost de 1925. El 2009, va estrenar-se a França distribuïda en DVD per la Bach Films; el 2010, la Warner Home Vídeo la va distribuir en DVD i DVD-R als EUA.

## Rodatge
Durant l'escena en la qual Eco i companys decideixen fugir de la ciutat, Eco decideix emportar-se un "goril·la" que tenien tancat en una gabis en la rerebotiga de la tenda d'animals. El goril·la era en realitat un ximpanzé de menys d'un metre que va ser rodat amb maquillatge i amb un enquadrament en perspectiva. Quan Eco fa sortir el mico de la gàbia, l'enquadrament mostra Eco mentre obre la gàbia i porta després el mico al camió. L'animal apareix en l'escena tan gran com Eco. Aquest efecte va ser obtingut emprant l'actor nan Harry Earles (que interpreta "Tweedledee" en la pel·lícula) com a Eco per aquestes breus imatges, i successivament mostrant el vertader Lon Chaney/Eco, fent així semblar el ximpanzé un goril·la gegantesc amb un efecte sorprenentment realista per l'època. En el remake del 1930 l'animal va ser en canvi interpretat de manera més barata simplement d'un home disfressat de goril·la.